# زياد خلف عبد

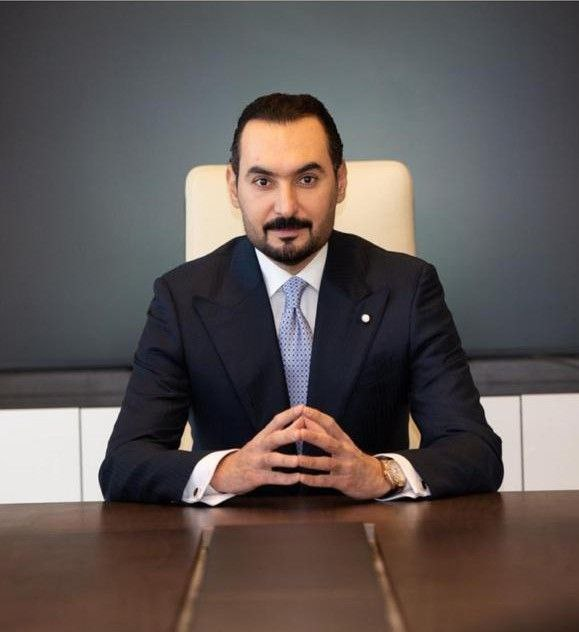
الدكتور زياد خلف

الدكتور زياد خلف (4 إبريل 1980) رائد أعمال عراقي في القطاع المصرفي، يشغل حالياً منصب رئيس مجلس إدارة مصرف التنمية الدولي، الذي يعد واحداً من أكبر البنوك الخاصة في دولة العراق، كما يشغل منصب رئيس مجلس إدارة مجموعة زياد خلف القابضة، وهي مجموعة استثمارية متعددة الأعمال في إمارة أبوظبي تعمل على تعزيز العلاقات الاستثمارية والتجارية بين دولة الإمارات العربية المتحدة وجمهورية العراق وتسهيل عملية التبادل والتطوير التجاري بين البلدين.
يتولى الدكتور زياد خلف عدداً من المناصب القيادية رفيعة المستوى في مؤسسات بارزة، حيث يشغل عضوية مجلس إدارة اتحاد المصارف العربية، ممثلاً القطاع المصرفي العراقي على مستوى المؤسسات المصرفية العربية، كما يشغل عضوية مجلس إدارة غرفة التجارة الدولية في دولة الإمارات.

## السيرة الذاتية
وُلد زياد خلف في 4 أبريل 1980 لعائلة خلف عبد، وهي عائلة معروفة بأنشطتها الواسعة في مجال المقاولات. حصل زياد على شهادة البكالوريوس في الهندسة المدنية من الجامعة التكنولوجية في بغداد، كما حاز على درجة الدكتوراه الفخرية في العلوم المالية من كلية لندن الدولية.

### المسيرة المهنية
في عام 2011، شارك زياد خلف في تأسيس مصرف التنمية الدولي (IDB) . وفي عام 2015، تولى رسمياً منصب رئيس مجلس إدارة المصرف. وطوال مسيرة عمله، نجح الدكتور زياد خلف في تطوير المصرف ليصبح واحداً من أبرز المصارف الخاصة في العراق، حيث قاد عملية التوسّع الاستراتيجي للمصرف خارج حدود البلاد من خلال ترسيخ حضوره في دولة الإمارات العربية المتحدة. وفي عام 2024، دخل مصرف التنمية الدولي في شراكة استراتيجية مع شركة أرامكس العالمية للخدمات اللوجستية بهدف الارتقاء بجودة خدمات الشحن والتوصيل في العراق، مستفيداً من شبكة المصرف الواسعة التي تضم أكثر من 7,000 نقطة خدمة محلية.
بحكم منصبه كرئيس مجلس إدارة مجموعة زياد خلف القابضة، يشرف زياد خلف على محفظة متنوعة من الشركات العاملة في مجالات التمويل والتأمين والتكنولوجيا والطاقة والصناعة والعقارات وخدمات الدفع الإلكتروني.
وفي مايو 2019، تم انتخابه للانضمام إلى مجلس إدارة اتحاد المصارف العربية، الذي يضم تحت مظلته مؤسسات مالية مرموقة من 22 دولة عربية. ويُمثّل من خلال هذا المنصب البنوك العراقية الخاصة ويساهم أيضاً في صياغة استراتيجيات العمل المصرفي العربي المشترك. وقد أدى زياد خلف دوراً محورياً في المبادرات التي أطلقها الاتحاد لتحسين كفاءة الامتثال المالي، وتعزيز الشمول المالي، وتوسيع نطاق التعاون بين البنوك على مستوى المنطقة العربية. كما شغل مؤخراً عضوية مجلس إدارة غرفة التجارة الدولية في دولة الإمارات العربية المتحدة.

### العضويات
حصل زياد خلف في عام 2024 على وسام السياحة العربية من الدرجة الأولى من قِبل المجلس التنفيذي للمنظمة العربية للسياحة.
وبالإضافة إلى عضويته في مجلس إدارة اتحاد المصارف العربية، يشارك زياد خلف بشكل نشط في مجالس إدارة الاتحاد الدولي للمصرفيين العرب، وغرفة التجارة الدولية في دولة الإمارات، ومجلس أمناء الأكاديمية العربية للعلوم الإدارية والمالية والمصرفية.